# アラカン軍
アラカン軍（アラカンぐん、英語：Arakan Army、ラカイン語：အရက္ခတပ်တော်、ラテン文字表記：Arakha Tatdaw;、ビルマ語：ရက္ခိုင့်တပ်တော်）、略称：AAは、ミャンマーのラカイン州（旧称：アラカン州）を中心に活動する国内最大規模の武装組織である。
2009年4月10日に設立され、政治部門としてアラカン統一連盟（United League of Arakan、ULA）を持ち、現在は最高指揮官のトゥワンムラッナイン少将とニョトゥンアウン准将に率いられている。政治部門はアラカン統一連盟（United League of Arakan; ULA）である。同団体は武装闘争の目的をラカイン族（アラカン族）の主権を回復することとしている。
2024年の2月のインタビューで、トゥワンムラッナインはアラカン軍は38,000の兵を持つまでに成長したと述べた。軍事・安全保障の専門家であるAnthony Davis はこのような主張を否定し、ラカイン州とチン州に15,000以上、加えてカチン州とシャン州に1500前後の兵力を置いていると推定した。
2010年代初期にはカチン紛争においてカチン独立軍とともにミャンマー軍と戦い、2016年のラカイン州の紛争の開始以降この地域への関与をさらに強めた。 2019年には治安部隊や軍への攻撃を行い、それに対しミャンマー軍はさらに苛烈な攻撃を行った。 同州北部での中央政府の支配を弱体化させた後2020年後半に停戦を結び、生まれた権力の空白は次の18か月にアラカン軍による裁判所や警察機構の設立、COVID-19ワクチンの接種などを行う統治機構建設の試みなどで埋められた。
2021年以降のミャンマー内戦においては、2022年7月にミャンマー軍がアラカン軍の基地に空爆を行った後停戦が崩壊した。双方は2022年11月に一時的な停戦に同意し、人道的な理由によるものと伝えられている。
2023年には10月シャン州にて三兄弟同盟による大規模な攻勢に加わったほか、11月にはラカイン州での戦闘を再開させ、翌年2月には既にミャウウーなど複数の都市を占拠した。
2024年4月10日をもって、同団体によればラカイン州の住民すべてを代表する組織とすることを目的として、ラカイン語名称のラカイン軍（ラカイン語:ရက္ခိုင့်တပ်တော်）からアラカ軍（ラカイン語:အရက္ခတပ်တော်）への改名が発表された。しかし、同団体の英語サイトではアラカン軍（英語: Arakan Army）という名称が使われ続けている。

## 起源
アラカン軍は2009年4月10日に、政治部門であるアラカン統一連盟 (United League of Arakan; ULA) とともに「一時的な拠点」とするカチン州のライザにて設立された。
訓練後、同団体はラカイン州に戻り民族自決のため戦う予定だったが、2011年7月のカチン州での戦闘の勃発により行えなかった。そのため、カチン独立軍に協力しミャンマー軍との先戦闘に参加した。2015年にはラカイン州に隣接するチン州のパレッワ郡区に基地を設けた他、カレン州にも拠点を設けたといわれている。2015年には、アラカン軍はミャンマー民族民主同盟軍、タアン民族解放軍と共に、ミャンマー軍に対する戦闘に参加した。 この紛争で、数百人のミャンマー軍兵士が死亡したと伝えられている。
2015年8月20日にはバングラデシュの国境警備隊に十頭の馬を押収されたのち衝突し、27日には再びバングラデシュのバンダルバン県ThanciのModak地域付近にて衝突した。

## 目的
アラカン軍の目的は①多民族アラカン人の自決②アラカン人の民族的アイデンティティと文化遺産の保護と促進③アラカン民族の「国家の尊厳」と最善の利益であり、これを一言で「ラキータの道」と呼び、このラキータの道を通じてラカイン族（アラカン人）の国家を築くことであり、ワ州連合軍（UWSA）と同等の地位を得ることを目的としている。2021年8月のArakha Media (AKK) によるインタビューでは、トゥワンムラッナインは革命闘争の政治的目的はアラカンの主権を回復することであり、失われた主権の回復に取り組む過程で交渉は行っておらず、後に行うつもりもないと明確に主張し、クーデター後の東京新聞のインタビューでもNUGの傘下に入るつもりはないと明言し、さらにNUGにラカイン情勢に介入しないよう要請している。
同団体はロヒンギャを組織内に取り込んでおり、ラカイン州において包括的な政府を築いていると主張している。ただし、指導者のトゥワンムラッナインはロヒンギャが平等に扱われるためにはロヒンギャ側の「誤った」歴史的主張を放棄し他民族と協調すべきという、ロヒンギャに対しての差別的発言を行ってもいる。 Prothom Aloとの2021年のインタビューで、最高指揮官のトゥワンムラッナインは同団体がバングラデシュとの良好な関係を築き、ロヒンギャ問題において協力することへの意欲を示した。ただラカイン州の少数民族ムロ族を強制徴兵したり、ムロ族の村近くに陣地を作って戦闘に巻き込んでいるとも言われている。

## 成長
リーダーのトゥワンムラッナインはシットウェ出身の元ツアーガイド、ニョトゥンアウンはチャウピュー出身元医師。2人とも若く教養があり、ラカイン族の多いラカイン州南部出身ということで、ラカイン族の広範な支持を得られる土壌があって、「アラカン・ドリーム2020」などのわかりやすいキャッチフレーズをSNSで駆使して、ラカイン族の人々の支持を獲得していった。
また前述したように、カチン独立軍、ミャンマー民族民主同盟軍、タアン民族解放軍の下で戦闘経験を積んだ他、2011年に成立したテインセイン政権が、欧米との関係を深め、逆にミッソンダム計画を凍結するなど中国と距離を置き始めたのを見てとった中国が、石油パイプライン、経済特区、港湾など多数の利権を有するラカイン州に楔を打ちこむ意味で、アラカン軍を支援したという事情もあったと言われている。アラカン軍は連邦政治交渉協議委員会（FPNCC）、北部同盟、三兄弟同盟などのメンバーで、ミャンマー北部の少数民族武装勢力と親密な関係を築いている。また中国の一帯一路も支持しているが、ラカイン州における中国の経済開発は地元に公害と貧困をもたらしていると批判されている。
テインセイン政権下では各少数民族武装勢力との間で停戦合意が進んだが、ラカイン州の交渉相手とされた武装勢力は、カチン独立軍の指揮下にあると見なされたアラカン軍ではなく、ラカイン州での武装闘争の経験がほとんどないアラカン解放軍（ALA）であり、アラカン解放軍は2012年4月5日政府と停戦合意を結び、2015年10月15日には全国停戦合意（NCA）にも署名した。双方から蚊帳の外にされたアラカン軍とその支持者の間には不満が高まった。
2016年にはNLD政権が成立したが、2015年にはラカイン州議会選挙でアラカン民族党（ANP）が過半数の議席を獲得したのにも関わらず、NLDは同州首相にNLD国会議員・ウ・ニープー（U Nyi Pu）を選んだり、停戦合意の新たな枠組み・21世紀のパンロン会議にカチン独立軍の指揮下にあるとしてアラカン軍を招待しなかったり、2018年にアラカン王国がコンバウン王朝の軍隊の前に陥落した日を追悼するミャウウーでの式典を直前になって当局が中止したり（この際、ラカイン族の人々が激怒して暴動が発生、警察隊が発砲し7人死亡、多数の負傷者を出した。さらにその前日、現職下院議員・エーマウンが、武装闘争によるラカイン族の主権回復を訴えたとして国家反逆罪の罪で逮捕され、他の民族主義者とともに懲役20年の刑を受け、その後、事件当時行政長だった人物が殺害された）、2020年の総選挙では治安悪化を理由にラカイン州での選挙を中止しりして、ラカイン族の人々の神経を逆なでするようなことを繰り返し、その結果、人々のアラカン軍支持がいっそう高まっていった。

## 配備
アラカン軍兵士の大半はもともとカチン独立軍の軍事学校で訓練されていたが、2014年から、アラカン軍はラカイン州に独自の訓練基地を立ち上げた。 Myanmar Peace Monitorによればラカイン軍が2014年には1500人の兵員を、ラカイン州のバングラデシュとの国境付近にいるものを含めて保有していた。国内メディアのイラワジは、2500人以上の兵士と、非軍事部門に10,000の構成員を持っていると2015年9月に報じた。 2020年7月には、トゥワンムラッナインはアラカン軍が20,000以上の兵士を持っていると主張した。 2021年12月のインタビューで、彼は同団体が30,000人の兵士を持つまでに拡大したと主張した。一方、前述したように一部の専門家はこの数字は実際よりも大きいと考えている。
アラカン軍は初期にはカチン独立軍によって訓練されていたが、連邦政治交渉協議委員会を通じてワ州連合軍に接近した。2020年には、インドが中国を、ワ州連合軍やアラカン軍などの武装組織を武器やインド領内の隠れ家の提供により支援していると非難した。 アラカン軍は2019年のミャンマー海軍に対する攻撃に使われた地対地ミサイルなど中国製の武器を受け取っている。これらの武器は、中国と関係が深いワ州連合軍から流れてきた可能性があり、中国の直接的関与の証拠はほとんどない。 アラカン軍はインドのカラダン複合輸送路計画を攻撃対象にする一方、中国の計画に対しては同様の行為を行っていないことから、中国の間接的なテロ行為として非難するものもいる。ただし、2024年2月には同計画の妨害をしないと述べ、翌月にはインドの上院議員による進捗状況の視察を受け入れた。

## 武力紛争

### 初期の衝突

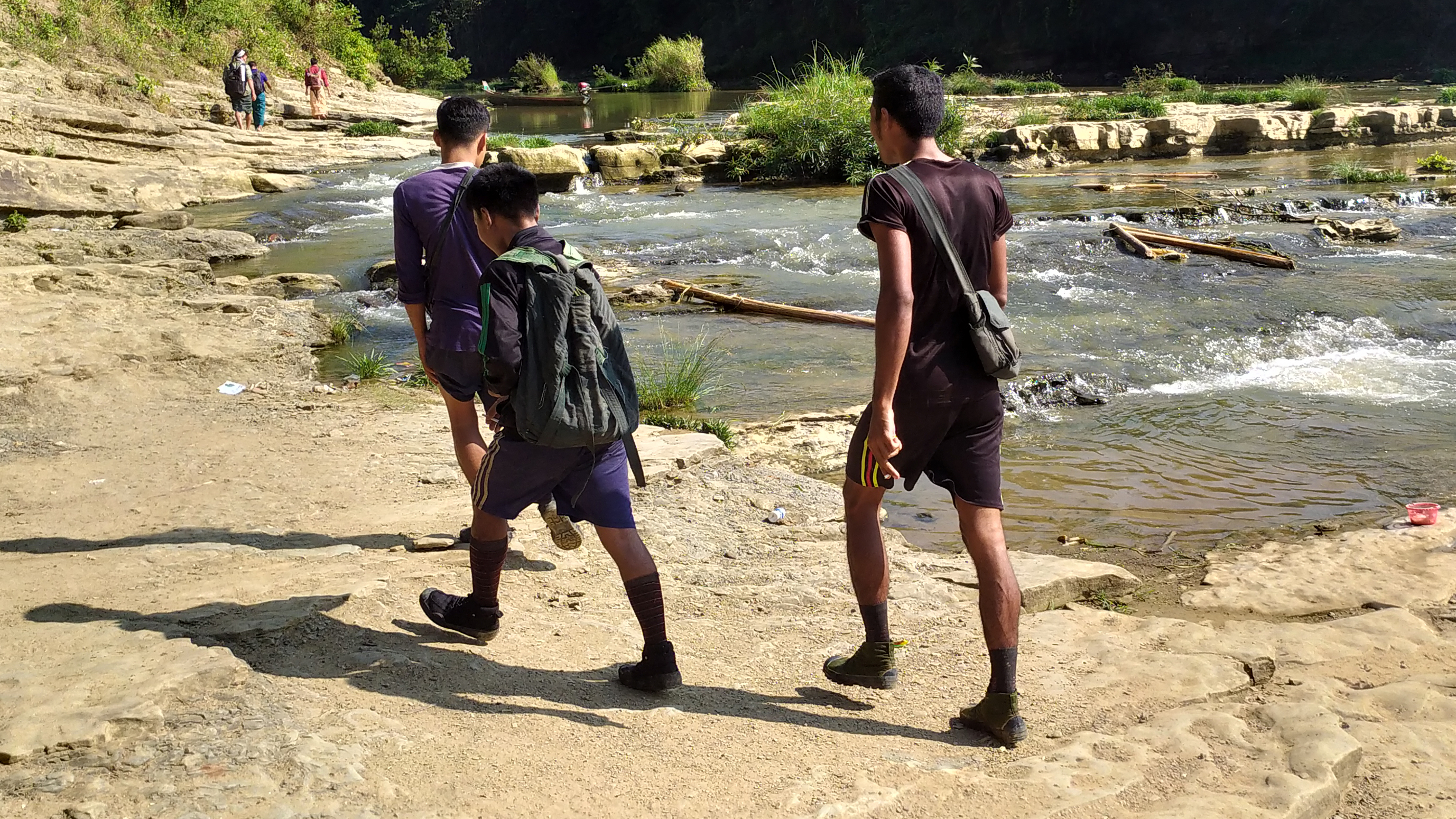
歩行中の若いアラカン軍兵士。2021年

2015年4月、アラカン軍はミャンマー軍とラカイン州のチャウット―郡区とチン州のパレッワ郡区で衝突した。
同年12月には、両者はシットウェから60㎞ほど北の、チャウット―郡区とミャゥウ―郡区の境界で数日間にわたり衝突し、ミャンマー軍側に死者が出た。 複数名のミャンマー軍の兵士が狙撃により死亡したほか、負傷者も多かった。
2016年10月のラカイン州北部でのアラカン・ロヒンギャ救世軍と政府系治安組織の衝突後、アラカン軍はアラカン・ロヒンギャ救世軍を"野蛮なベンガル人ムスリムのテロリスト達"、この暴力行為を"アラカン北部のベンガル人イスラム原理主義民兵の凶暴な行為"と呼んだ。
2017年11月、アラカン軍とミャンマー軍の大規模な衝突がチン州で起こり、11名の政府軍兵士が死亡した。これは当時、ラカイン族の少数民族武装勢力が国軍に与えた最大の人的損失だった。BBCによれば、ミャウウーではアラカン軍が市民の支持を得ており、参加するために町を離れた者もいるという。

### 2018－2020年のミャンマー軍との戦闘

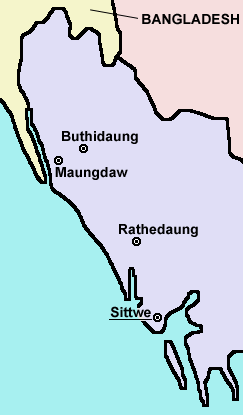
ラカイン州北部の主な都市　上からブティダウン、マウンド―、ラテダウン、シットウェ（州都）

2018年12月21日、ミャンマー軍は全国停戦協定に指名していない団体との交渉を行うと述べ、紛争の起こっている5地域での4か月の停戦を一方的に宣言した。 しかし、西部コマンド(チン州・ラカイン州駐在) はこの停戦から除外されており、アラカン軍との衝突の増加が報道された。
2019年1月4日、300人ほどのアラカン軍兵士がKyaung Taung、Nga Myin Taw、Ka Htee La、Kone Myintの４つのブティダウン郡区北部にある国境警察の駐在所に夜襲を行い、 13人が死亡、9人が負傷し 40の火器や10,000発以上の弾薬が鹵獲された。アラカン軍は後に、これらの攻撃で9人の国境警察の構成員と5人の民間人を拘束し、3人のアラカン軍兵士が亡くなったと主張した。攻撃の後、ミャンマー大統領府は国家安全保障に関する高官級の会合を2019年1月7日にネーピードーで開き、国防省に攻撃を受けた地域での兵員の配置を増やし、必要なら航空機を使うよう指示した。
これに続き、第22軽歩兵師団、および第66、99軽歩兵師団の一部、西部コマンド からのミャンマー軍兵士がアラカン軍に対し攻勢をかけたと伝えられている。ラカイン州北部および中部のマウンド―、ブティダウン、チャウット―、ラテダウン、ポナンジュン郡区で衝突が報告された。 ラカイン州政府は赤十字国際委員会と世界食糧計画を除くNGOと国際連合機関のこれらの郡区の農村部への移動を制限した。戦闘により5,000の民間人が非難したと、国際連合人道問題調整事務所は伝えた。 民間人の犠牲者、 ラカイン族の住民の恣意的な拘束 食料及び医療物資の搬入の差し止めも報道されている。
同年3月9日には、60人ほどのアラカン軍兵士が日暮れごろに Yoe-ta-yoke警察署に攻撃を行った。漏洩した戦闘報告によると、9人が死亡、2人が負傷し、10丁のBA-63(H&K G3のライセンス生産品)が鹵獲された。 同日、アラカン軍は第5軽歩兵師団の監督下にある第563軽歩兵大隊(拠点：グワ郡区)の前線指揮所を、グワ郡区で占領した。アラカン軍の報道によれば、4名の技官を含む11名が拘束され、16台のバックホー、一台の車、ダンプカー、60mmと80mmの迫撃砲が鹵獲された。4月には、200名前後のアラカン軍兵士が第31警察治安部隊を午後10時に襲撃した。 報復としてミャンマー軍は、アラカン軍の陣地を翌日の午前6時まで空爆した。
9月22日には停戦期間が過ぎ、ミェボン郡区のタウンジー村付近で衝突が起こった。 10月には、マユ川のシットウェとブティダウン郡区の間でフェリーを拿捕し、兵士、警察官、国家公務員を含む58名の乗客を誘拐した。軍によるヘリコプターでの救出の試みは衝突に発展し、人質の一部が死亡した。
2020年2月6日には、アラカン軍はチン州のカラダン川の岸にある軍の前線基地を攻撃した。戦闘は数週間続き、アラカン軍が大隊司令官を含む36人の兵士を拘束したと主張した3月の２週に最も激しかった。 3月19日、ミャンマー軍はその基地の包囲を破ることができるとの声明を出した。
2020年5月26日、 アラカン軍は政府機関とミャンマー軍のアラカン地域から即座に撤退するよう求める声明を出した。2019年1月、ミャンマーの反テロリズム中央委員会は同グループを反テロ法に基づきテロ団体として指定した。
アラカン軍と中央政府は、同年11月に停戦に達した。政府の支配はラカイン州の北部と中部で大幅に弱まり、生まれた力の空白は後の18か月にアラカン軍によって埋められた。 同団体はラカイン州北部でCOVID-19のワクチン接種や地方行政など、様々な公共サービスを展開した。

### 2021年からのミャンマー内戦

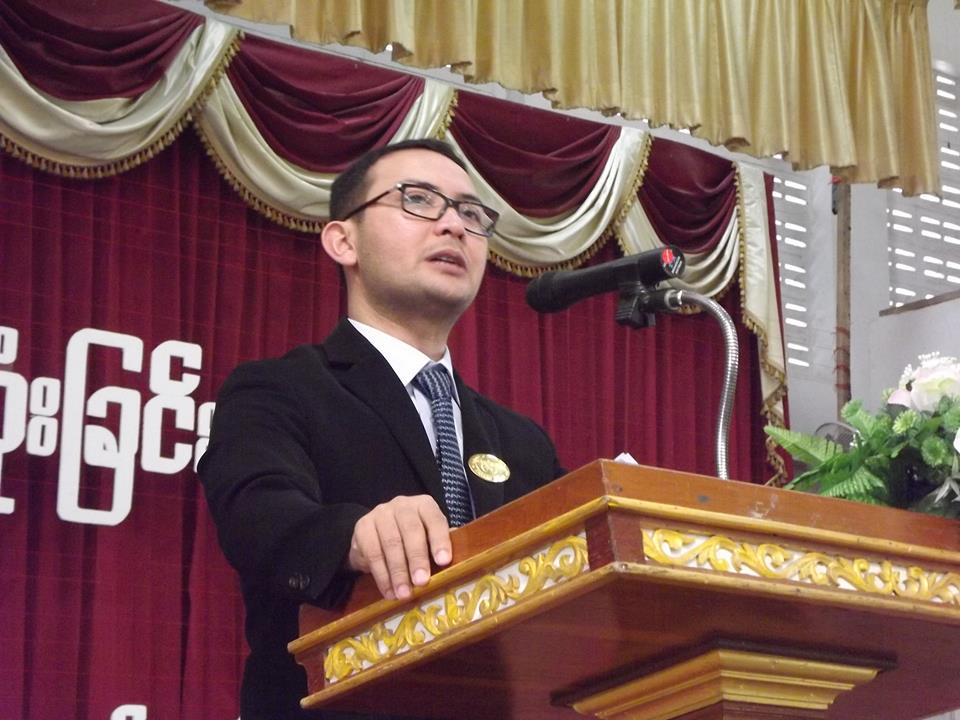
Twan Mrat Naing将軍

2021年ミャンマークーデター後、軍と民主派の結成した政府のどちらもアラカン軍のテロ団体指定を取り消した。 軍が設立した国家行政評議会 (SAC) は3月11日に取り消したのに対し、 連邦議会代表委員会 (CRPH)は数日後すべての反乱組織に対するテロ団体指定を取り消すと発表した。けれども、3月30日にアラカン軍は抗議する市民への虐殺の停止命令を出すことを拒否するなら軍との停戦を終わらせると脅迫した。 4月10日には、アラカン軍は同盟を結んだタアン民族解放軍(TNLA) 、ミャンマー民族民主同盟軍（MNDAA）とラーショー南部の警察署を攻撃し、14名の警察官を殺害し、建物を焼き払った。
2022年7月と8月の間に、2020年後半に結ばれたアラカン軍とミャンマー軍の非公式の停戦は崩壊した。軍の注意が国内の他地域で勢いを増す反乱と国民統一政府への支持の広がりに向いている間に、 アラカン軍はラカイン州南部での影響力の拡大を目指し始めた。最高司令官トゥワンムラッナインの7月の発言はより挑発的になり、軍側の報道はアラカン軍が紛争を招いていると主張した。
カレン州のアラカン軍の基地に空爆が行われ、6名が死亡したことをきっかけに戦闘が再開した。 12日後にアラカン軍はマウンド―郡区で攻撃を行い、4人の兵士を殺害、12人を負傷させた。 ラカイン州北部とチン州西部(パレッワ市含む)7月後半と8月前半に戦闘が勃発した。8月下旬には、ラカイン州北部への移動は複数の検問所への連絡を要するようになり、公共の船便は運航を中止した。アラカン軍と軍事政権のどちらも交通路の封鎖を行い、川や検問所を超えて移動する人に厳しい通告の申請を義務づけた。今回の紛争は、軍の士気が大幅に低下していた一方アラカン軍は国民統一政府を中心とする、市民の支持を集める民主派との事実上の同盟の一部であるというこれまでとの明白な違いがあった。

#### 再度の停戦
同年11月26日、アラカン軍とミャンマー軍は翌日以降の一時的な停戦に合意した。日本財団の笹川陽平が、この停戦を仲介していた。アラカン軍の報道官カイントゥカは、停戦理由は人道的なものであり国際社会の圧力との関わりはないと主張した。アラカン軍は停戦時に存在した陣地を撤収しなかった。 ある軍事政権の公務員は、これは恒久的な停戦への最初の一歩であると現地メディアのイラワジに伝えた。12月半ばの時点では緊張は高いままで、どちらの部隊もラカイン州北部に配備されていた。
アラカン軍は三兄弟同盟の一員として残り、2023年10月にシャン州北部のラーショーやコーカン自治区を含む諸地域で行われた1027作戦を含む共同作戦に参加した 他、ザガイン地方域のティジャインで複数の戦闘を同作戦の一環として行い、また10月31日にはカチン州においてカチン独立軍と合同でミッチーナ・バモー道路上の大規模なガンダウ・ヤン基地を占拠した。アラカン軍、カチン独立軍と現地の人民防衛隊は11月3日にザガイン地方域の都市コーリンを攻撃し、同月6日に占領した。同市は、蜂起した民主派の獲得した初の県庁所在地である。

#### ラカイン州での戦闘の再開
2023年11月13日の朝、アラカン軍がラテダウン郡区にある国境警備警察の二つの基地を攻撃したことにより、ラカイン州での停戦は破られた。
同日の夜にはパウットー市に攻撃を行い郡区警察署を占拠し、翌日朝までに町を占拠した。この市はラカイン州の首都シットウェに近いため、軍事政権にとっては新たな課題となった。
2023年12月、アラカン軍の参加する三兄弟同盟と軍事政権は、シャン州北部での停戦に同意した。 これに続き、2024年1月にアラカン軍はチン州パレッワ郡区への攻勢を強め、カラダン複合輸送路計画の要衝である同郡区の主要都市パレッワを占領した。一週間後、アラカン軍は三か月の戦闘の末にパウットーを再占拠した。
2月6日、アラカン軍はミンビャに残存していた軍基地を全て占拠し、同郡区を完全に掌握した。また同日、 マウンドー郡区のバングラデシュとの国境にあるTaung Pyo基地を占拠した。 同月7日にはチャウット―を占拠し、ミャウウーとラムリーでは戦いが続いた。 ９日にはミャウウー県南部ミェボン郡区の部隊が弾薬を残してチャウッピューに撤収した。 翌日、アラカン軍は歴史的なミャウウーの街を占拠し、同郡区を完全に支配した。 この際、アラカン軍はチャウトー郡から出港しようとしていた国軍兵士とその家族を乗せた上陸用舟艇3隻を爆弾投下で撃沈 、川岸に辿り着いた生存者をアラカン軍兵士や住民がナイフで襲い、計700～900人の犠牲者を出したと報道された（アラカン軍の報道官は否定）。軍事政権はチャウットー郡区や州都シットウェで橋を爆破し、道路を遮断することにより対応したが、 5日後、アラカン軍はミェボンを占拠し、ミャウウー県全域を支配下に入れた。
2024年12月21日、アラカン軍は、ラカイン州・アン (ラカイン州)にある西部軍管区司令部を占拠したと発表した。国軍の地方司令部が占拠されるのは、ラーショーの北東軍管区司令部に次いで2つ目である。その後、アラカン軍は同盟軍とともに、マグウェ地方域、バゴー地方域、エーヤワディー地方域に進軍し、前2者では、ミャンマー国防産業局（カパサ）の工場を標的にしている。
2025年7月現在、シットウェ郡区、チャウピュー郡区、マナウン郡区以外のラカイン州全域を掌握している。

## ロヒンギャ虐殺
ラカイン州で国軍とアラカン軍の戦闘が激しくなる中、国軍がロヒンギャを強制徴兵している事実が明らかになり、2024年3月中旬にはAAが川を渡ろうとしていたロヒンギャ兵たちを襲撃して、97名が戦死したという報道があった。またアラカン・ロヒンギャ救世軍（ARSA）、アラカン・ロヒンギャ軍（ARA）、ロヒンギャ連帯機構（RSO）などのロヒンギャの武装組織が国軍の指揮下に入ったとの報道もあった。
当然、アラカン軍はこの事実に激昂。折しも、アラカン軍が国軍のロヒンギャ徴兵を非難する声明の中で、「ベンガル人（Begali）」というロヒンギャの蔑称を使用したことへの非難に対し、アラカン軍のリーダー・であるトゥワンムラッナインが「ベンガル人を『ベンガル人』と呼ぶことに何も問題はない」と抗弁し、両者の緊張が高まっていた時期だった。またヒューマン・ライツ・ウォッチの2月のレポートでは、アラカン軍がロヒンギャを人間の盾に利用している事実も明らかにされた。
報復としてアラカン軍は、自らも少人数ながらロヒンギャを強制徴兵し始めた他、ロヒンギャの人々を殺害、強姦、拉致誘拐、脅迫・恐喝、住宅を放火するなど迫害をし始めた。ミャンマー人・人権活動家のワイワイヌーは「アラカン軍は病院と学校を標的にして攻撃して多数の死傷者を出している」「他にも虐殺の報告が多数ある」 「アラカン軍と話し合おうとしたロヒンギャの長老たちが殺害された」「アラカン軍はスマホを持っていると殺害すると警告し、実際、電話をかけようとした少年が殺害された」「ラカイン族の村は無傷」2017年のロヒンギャ危機の時よりひどい」と述べている。国連の広報官が「ロヒンギャはアラカン軍に家を焼き払われ、ブティダウンとマウンドーで暴力が激化している」と警戒を表明し、ロヒンギャの各団体が緊急の国際人道支援を要請する共同声明を発表する一方、NUGは「国軍が民族間対立をあおっている」などと非難したものの、アラカン軍への言及がなく、「NUGは現場を知らない」などと批判された。
2024年8月7日、アラカン軍がほぼ制圧したマウンドーから避難し、ナフ川を渡ってバングラディシュに渡ろうとしていたロヒンギャの人々が、アラカン軍の砲撃とドローン攻撃に遭って、200人以上の死者が出たと報道された。これに対してアラカン軍は「アラカン・ロヒンギャ救世軍など一部のムスリム武装勢力が、いまだアラカン軍の支配下にないマウンドーで殺人、略奪、誘拐、恐喝、放火を犯している」と事実関係を否定している。
一方、アラカン・ロヒンギャ救世軍やロヒンギャ連帯機構が、ラカイン族を含む非ムスリムの村々を襲撃、人々を虐殺しているという報道もされている。
ヒューマン・ライツ・ウォッチとアムネスティは、国軍とアラカン軍双方のロヒンギャに対する人権侵害を告発している。

## チン族との対立
チン州南部の町・たパレッワをめぐって、長年チン族と対立している。パレッワの住民の大半はチン族のサブグループとされるクミ族だが、ラカイン族も少数ながら住んでいる。パレッワは伝統的にラカイン族の土地とされてきたが、1948年に独立した際に、その民族構成を反映して、チン特別区に編入されたという経緯がある。パレッワは、戦略拠点として重要であるとともに、アキャブとインドのミゾラム州を結ぶカラダン渓谷の重要部分であり、交易路としても重要である。

## 国外での取り締まり
2019年7月、ミャンマー警察はシンガポール政府と協力し、アラカン軍創設者の弟アウンムラッチョーと、同団体に資金面で協力したと疑われた他数名を逮捕した。9月には、彼の妹と義理の兄弟がタイからミャンマーに戻る際に拘留された。
同年12月6日、チェンマイで創設者トゥワンムラッナインの妻Hnin Zar Phyuと彼らの二人の子供が移民署の職員により逮捕された。当局者は、逮捕の理由をミャンマー政府に提供されたアラカン軍関係書の名簿に彼女の名前があったためとしている。2020年2月25日、UNHCRによる政治的亡命が行われ、彼らはスイスに向かった。
2020年6月23日、タイ当局はメーソートにおいて家宅捜索を行い、 隠匿されていた中国からの多数の新品の武器を押収した。ミャンマー現地の武装勢力の構成員は、アラカン軍は「いい値段で買う」のでおそらく彼らのために密輸されたものだろうと伝えたという。